# Sybra lombokana
Sybra lombokana là một loài bọ cánh cứng trong họ Cerambycidae.